# Zoophthorus infirmus
Zoophthorus infirmus là một loài tò vò trong họ Ichneumonidae.